# Антошкин, Иван Диомидович
Ива́н Диоми́дович Анто́шкин (12 (25) мая 1900 года, город Вязники, ныне Владимирская область — 2 мая 1944 года, в районе Гомеля) — советский лётчик бомбардировочной авиации и военачальник в годы Великой Отечественной войны, Герой Советского Союза (20 мая 1940 года). Генерал-майор авиации (17 марта 1943 года). 

## Биография
Родился 12 (25) мая 1900 года в городе Вязники ныне Владимирской области в семье неграмотного дворника и прачки.
В 1911 году окончил 4 класса начальной школы, а затем 2 класса Вязниковского низшего технического училища, после чего пять лет работал на ткацкой прядильной фабрике.
10 июня 1919 года добровольно вступил в ряды РККА, после чего воевал на Северном фронте красноармейцем, артиллерийским слесарем 1-го отдельного тяжёлого артиллерийского дивизиона «Б» тяжёлой артиллерии особого назначения, а с 1920 года — артиллерийским слесарем 2-го отдельного тяжёлого дивизиона «Б» тяжёлой артиллерии особого назначения, а затем в районе Кременчуга орудийным мастером в составе тяжёлой артиллерийской группы Южного фронта.
После окончания войны в 1921 году Антошкин был направлен на учёбу в Военную автотракторную школу в Перми, после окончания которой назначен на должность автотракторного шофера-механика в 14-й сводный лёгко-артиллерийский парк, дислоцированный в Москве.
В 1924 году вступил в ВКП(б).
С 1923 года учился в Военно-теоретических школах ВВС РККА в Егорьевске, Киеве и Ленинграде, с 1925 года — в 1-й военной школе лётчиков имени А. Ф. Мясникова, а с 1926 года — в Военной авиационной школе воздушного боя в Серпухове.
После окончания учёбы с июня 1927 года служил в ВВС Московского военного округа и Забайкальском военных округах на должностях лётчика-инструктора, командира звена, авиационного отряда, отдельного авиационного отряда и эскадрильи в Московской авиационной школе спецслужб ВВС.
В 1932 году окончил курсы усовершенствования начальствующего состава при Военно-воздушной академии имени профессора Н. Е. Жуковского.
В 1934 году был назначен на должность командира 4-го отдельного авиационного отряда скоростных бомбардировщиков ОН, дислоцированного в Чите. С июля 1935 года находился в служебной командировке в Монголии, после возвращения в ноябре был назначен на должность командира крейсерской авиационной эскадрильи в составе Забайкальского военного округа.
После окончания Липецких лётно-тактических курсов ВВС РККА в ноябре 1938 года Антошкин был назначен на должность помощника командира 31-го скоростного бомбардировочного авиационного полка в составе Белорусского военного округа, а вскоре — на должность помощника командира бомбардировочного авиационного полка 1-й армейской группы, после чего принимал участие в боевых действиях на Халхин-Голе.
В сентябре 1939 года был назначен на должность командира 18-го скоростного бомбардировочного авиационного полка, дислоцированного в Бобруйске. Вскоре полк под командованием Антошкина принимал участие в ходе советско-финской войны, за что получил личную благодарность от заместителя Наркома обороны СССР командарма 1-го ранга Г. И. Кулика и за достигнутые успехи был награждён орденом Красного Знамени. Полк под его командованием выполнил 2936 боевых вылетов на бомбёжку финских войск и на доставку продуктов и боеприпасов окружённым советским войскам. Лично И. Д. Аштошкин выполнил 32 боевых вылета, первым в полку освоил ночные боевые полёты. В одном из вылетов его самолёт получил 112 пробоин от разрыва зенитного снаряда, после чего он привёл самолёт на одном работающем моторе на свой аэродром и посадил «на брюхо» (система выпуска шасси была выведена из строя), спас жизнь своего экипажа.
Указом Президиума Верховного Совета СССР от 20 мая 1940 года «за образцовое выполнение боевых заданий командования на фронте борьбы с финской белогвардейщиной и проявленные при этом отвагу и геройство» майору Ивану Диомидовичу Антошкину присвоено звание Героя Советского Союза с вручением ордена Ленина и медали «Золотая Звезда» (№ 337).
После окончания боевых действий полк был передислоцирован в Кутаиси и включён в состав ВВС Закавказского военного округа.
В феврале 1941 года Антошкин был назначен на должность заместителя командира 26-й авиационной дивизии, дислоцированной в Тбилиси, в июне — на должность командира 23-й, а перед самым началом войны подполковник И. Д. Антошкин назначен командиром формируемой 77-й смешанных авиационных дивизий в составе ВВС Московского военного округа .
8 октября 1941 года дивизия под его командованием, не закончив полностью формирования, из-за катастрофического для советских войск начала немецкого генерального наступления на Москву и глубокого прорыва противника по направлении Юхнов — Медынь — Малоярославец начала боевые действия в составе ВВС Московского военного округа, а затем Западного фронта. Ею были нанесены первые эффективные удары по колоннам немецких войск и бронетехники, которые внесли свой вклад в задержку немецкого наступления, но ввиду слабости истребительного прикрытия дивизия понесла большие потери в самолётах. В ходе наступательного этапа Московской битвы дивизия принимала участие в ходе освобождения городов Наро-Фоминск, Калуга, Малоярославец и Боровск.
В январе 1942 года полковник (это воинское звание было ему присвоено 20 октября 1941 года) Антошкин был назначен на должность командира 2-й резервной авиационной бригады, в апреле — на должность командира авиационной базы по приёмке и перегонке по ленд-лизу самолётов из США, а в июне — на должность командира 221-й бомбардировочной авиационной дивизии, которая принимала участие в ходе Сталинградской битвы и поддерживала наземные войска в ходе прорыва обороны противника и окружения его группировки. С января по февраль 1943 года дивизия поддерживала войска Юго-Западного фронта при наступлении на Донбассе, а также во встречных сражениях между Днепром и Северским Донцом.
В марте 1943 года Антошкин был назначен на должность командира 6-го смешанного авиационного корпуса, который участвовал в ходе Курской битвы, во время которой обеспечивал с воздуха контрнаступление 13-й, 48-й, 70-й и 2-й танковой армий, а также ввод в сражение 3-й гвардейской танковой армии.
Во время Черниговско-Припятской наступательной операции корпус поддерживал наступление войск, которые сходу форсировали Днепр, после чего захватили плацдармы на правом берегу рек Припять и Сож. Корпус содействовал войскам в ходе освобождения городов Севск, Глухов, Путивль, Конотоп, Бахмач, Нежин, Новгород-Северский и Чернигов.
Вскоре корпус под командованием Антошкина принимал участие в ходе Гомельско-Речицкой, Калинковичско-Мозырской и Рогачевско-Жлобинской наступательных операций, во время которых были освобождены города Речица, Гомель, Калинковичи, Мозырь и Рогачёв.
2 мая 1944 года генерал-майор авиации И. Д. Антошкин погиб вместе со своим заместителем по политической части полковником Г. А. Ивановым в авиационной катастрофе самолёта УТ-2. Похоронен на площади Труда Гомеля.

## Награды и звания
- медаль «Золотая Звезда» Героя Советского Союза (20.05.1940);
- орден Ленина (20.05.1940);
- орден Красного Знамени (3.02.1943);
- орден Суворова II степени (28.04.1944);
- орден Кутузова II степени (28.09.1943);
- юбилейная медаль «XX лет Рабоче-Крестьянской Красной Армии» (22.02.1938);
- иностранные награды:
  - орден Красного Знамени (МНР, 1939);
  - крест «За выдающиеся заслуги» (США, 1943).

## Память
В честь генерал-майора авиации И. Д. Антошкина названы улицы в городах Гомель и Вязники Владимирской области, а также в посёлке Старая Рудня Черниговской области (название посёлка такое же, как и у посёлка, недалеко от которого погиб Антошкин — Старая Рудня).